# Bruno Berner
Bruno George Berner (Zúrich, Suiza, 21 de noviembre de 1977) es un ex-futbolista suizo, se desempeñaba como defensa o centrocampista y se retiró en marzo de 2012 debido a sus lesiones.

## Selección nacional
Fue internacional con la Selección de fútbol de Suiza, jugó 16 partidos internacionales.

### Participaciones en Copas del Mundo
| Torneo        | Sede     | Resultado    |
| ------------- | -------- | ------------ |
| Eurocopa 2004 | Portugal | Primera fase |

## Clubes
| Club             | País       | Año         |
| ---------------- | ---------- | ----------- |
| Grasshoppers     | Suiza      | 1997 - 2000 |
| Real Oviedo      | España     | 2000        |
| Grasshoppers     | Suiza      | 2000 - 2002 |
| SC Freiburg      | Alemania   | 2002 - 2005 |
| FC Basel         | Suiza      | 2005 - 2007 |
| Blackburn Rovers | Inglaterra | 2007 - 2008 |
| Leicester City   | Inglaterra | 2008 - 2012 |

## Palmarés

### Campeonatos nacionales
| Título              | Club                    | País       | Año  |
| ------------------- | ----------------------- | ---------- | ---- |
| Superliga de Suiza  | Grasshopper Club Zürich | Suiza      | 2001 |
| 2. Bundesliga       | SC Freiburg             | Alemania   | 2003 |
| Football League One | Leicester City          | Inglaterra | 2009 |